# 긴날개박쥐
긴날개박쥐(Miniopterus fuliginosus)는 긴가락박쥐과에 속하는 박쥐의 일종이다. 한국을 비롯한 동아시아, 동남아시아, 남아시아에 분포한다.

## 특징
몸길이는 10~11cm, 전완장은 4~5cm이다. 날개폭은 30~31cm이다. 몸은 불그스레한 갈색부터 상체의 짙고 거무스레한 갈색과 하체의 연한 색까지 띤다. 털은 무성하고 부드럽다. 상체의 털은 길고 하체는 짧다. 귀는 작고 눈 아래의 뺨은 털이 없다.